# A20-as autópálya (Németország)
Az A20-as autópálya (németül: Bundesautobahn 20) egy autópálya Németországban. Hossza 541 km.